# 社会的孤立
社会的孤立（しゃかいてきこりつ、英語: Social isolation）とは、人間が社会的に孤立するということ。客観的に見て、その社会の中で居場所、社会的な安定性を持たない社会的集団についていわれる。たとえば、若者、寡婦、高齢者、独居生活者、学生、婚外子、マイノリティに属する外国人、失業者、リストラ退職者、AIDS、ハンセン病など社会の中で脇に追いやられがちな疾患を抱えている人たち、被差別集団に属する人たちなど。
独居生活を送っていても、家族や友人・知人との交流が保たれていれば社会的孤立とは呼ばれない。対して、同居する家族がいても他人との交流が乏しければ、社会的孤立に陥る場合もある。社会的孤立は健康に悪い。

## 若者の社会的孤立
若者が社会的孤立する主な原因としては人間付き合いの希薄化が存在しており、この原因としては近年になって悪化してきている雇用情勢が考えられており、若者が勤労という形で社会参加できないがために社会的孤立するとのこと。近年に発生している無差別殺人や子殺しなどといった事件の犯人の背景にも社会的孤立が存在する。また現代では情報化社会によりインターネットを活用することで気軽に対人関係を築き上げることができる反面、自分から一方的に関係を断ち切り自分の意思で孤立することを選択できるというリスクも存在する。社会的孤立とは若者が経済的に自立できないということでもあり、貧困の原因となると考えられている。

## 高齢者の社会的孤立
他国と比べた場合、日本の高齢者の他者との交流は、物のやり取りや立ち話など表面的な付き合いで済ませる傾向がある。家族と同居しているよりも一人暮らしの老人の方が他人と会話する頻度が低く、男性独居老人の7％は週に一度も会話をしていない状態である。困ったときに頼れる人がいない割合が高いのも一人暮らしの男性であり、約2割が該当する。男性は近所との人付き合いよりも、配偶者や仕事仲間との関わりを中心に人間関係を築く傾向が強く、死別や引退によって人間関係の脆弱性が現れやすいと見られている。
多くの高齢者は地域との繋がりを必要と考えているものの、地域との繋がりを感じられている高齢者の割合はそれを下回る。また都市の規模が大きくなるほど地域との繋がりが感じられている割合は低下している。いずれにしても、その地域での居住年数と関連があると考えられている。
社会的孤立に関連して社会問題も発生してきており、悪徳商法の高齢者の被害や高齢者による犯罪や孤独死も社会的孤立が原因となっている場合がある。雇用労働者化の進行に伴う世帯構成の変化、家族・地域関係の変化、低所得問題、政策による医療・介護環境の変化が論点となっている。また、社会的孤立によって生活の活動水準が低下し、「閉じこもり」と呼ばれる外出頻度が極端に低い状態になるケースもある。閉じこもりによってフレイル（虚弱）状態に陥り、やがて寝たきりや介護が必要になるなど、老化の進行や健康状態の悪化と関連がある可能性が指摘されている。